# Fabci (Višnjan)
Pour les articles homonymes, voir Fabci.
Fabci (en italien : Fabaz) est une localité de Croatie située en Istrie, dans la municipalité de Višnjan, dans le comitat d'Istrie. En 2001, la localité comptait 57 habitants.

## Démographie
| 1948 | 1953 | 1961 | 1971 | 1981 | 1991 | 2001 |
| ---- | ---- | ---- | ---- | ---- | ---- | ---- |
| 149  | 145  | 117  | 114  | 88   | 74   | 57   |